# Uri Gordon
Uri Gordon (hébreu : אורי גורדון), né le 30 août 1976, est un théoricien et militant anarchiste israélien.

## Biographie
Il est professeur à l'Université de Nottingham au Royaume-Uni.
Il a été actif dans des mouvements libertaires et radicaux, notamment Indymedia, l'Action mondiale des peuples et Anarchists Against the Wall (anarchistes contre le mur).
Il est l'auteur de l'ouvrage Anarchy Alive ! (en) synthèse de ses travaux de recherche à l'université d'Oxford.

## Publications

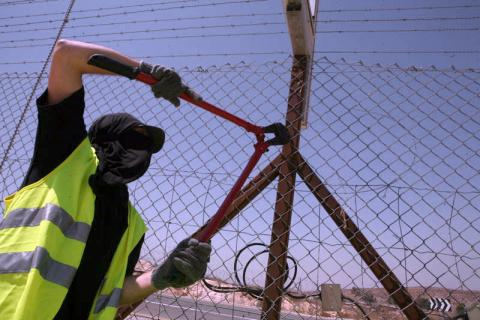
Activiste des Anarchistes contre le Mur lors d'une opération contre la barrière de sécurité à Beit Mirsim

- Liste de publications sur worldcat, [lire en ligne].
- Anarchy Alive ! : Anti-Authoritarian Politics from Practice to Theory, London, Pluto Press, 2008,  (ISBN 978-0-7453-2683-2), [lire en ligne].
- Anarchists Against the Wall : Direct action and solidarity with the Palestinian popular struggle, coordonné avec Ohal Grietzer, Oakland, AK Press, 2013,  (ISBN 978-1-84935-114-0).

### Traduit en français
- Anarchy alive ! les politiques antiautoritaires de la pratique à la théorie, trad. et préface Vivien García ([lire en ligne]), Atelier de création libertaire, 2012,  (ISBN 978-2-35104-053-9), présentation éditeur.
- Collectif, Les anarchistes contre le mur : action directe et solidarité avec le lutte populaire palestinienne, présentation d’Uri Gordon et d’Ohal Grietzer, Éditions libertaires, 2016,  (ISBN 978-2-919568-69-7), présentation éditeur.

### Articles
- La libération maintenant : Les dimensions du temps présent de l’anarchisme contemporain, conférence Thinking the Present : The Beginnings and Ends of Political Theory, Université de Californie, Berkeley, 27-28 mai 2005, [lire en ligne].
- Anarchisme, nationalisme et nouveaux États, Réfractions, n°19, automne 2007, [lire en ligne].
- Contre la croissance infinie, revue Ballast, 19 février 2016, [lire en ligne].